# Лютенька (річка)
Люте́нька — річка в Україні, в межах Зіньківського та Гадяцького районів Полтавської області. Ліва притока Псла (басейн Дніпра).

## Опис
Довжина річки 32 км, площа басейну 207 км². Долина трапецієподібна, завширшки до 1,5 км, завглибшки до 40 м, складена переважно пісками, частково з домішкою річкового мулу. Заплава у нижній течії завширшки 200—250 м, Заплава розчленована старицями та протоками. Долина річки заболочена, що створює сприятливі умови для утворення озер. Це невеликі водойми, площею 20-85 кв. м. У всіх осерах на дні залягає мул, що складається в основному з решток рослин. Улітку озера заростають, а взимку замерзають, Вода в озерах прісна, використовується для водоплавної птиці, вимочування конпель. Відбілювання полотна і купання жителів села та водопою худоби. 
Раніше ці озера та саму річку Лютенька щорічно чистили, укріплювали береги. Восени, коли основні роботи у полі були закінчені, люди збиралися громадою і прочищали річку, викошували болотну рослинність, яку використовували для господарських потреб, вибирали пісок і мул, тим самим розчищаючи русло річки. Ряску виловлювала водоплавна птиця.  На кожну вулицю припадала певна частина для її догляду, тому вода була чиста й прозора.. Річище помірно звивисте, завширшки до 4 м, дно піщане. Похил річки 2,7 м/км. Споруджено кілька ставків (5 км²). Боліт — 7,5 км². На окремих місцях заплава річки Лютенька є торфовища. В 60-ті роки двадцятого століття частина боліт була осушена, що призвело до обміління і утворення торфовищ, зараз ці землі використовують як сільськогосподарські угіддя для випасання худоби та птиці. Середня потужність торф’яників води і болота урочищ Зимнє, Торф’яне, Загатка, Каламбетове 2 - 2,21 м. а товщина верхнього покриву – 0,10 м.

## Назва
За однією з версій назва річки походить від прізвиська отамана Лютого, який заснував тут невелике укріплення.
За іншою версією назва відображає холодну, джерельну (люту) воду у річці. Ця теорія є найбільш правдоподібною, оскільки отримала підтвердження в усних переказах.
Перша письмова згадка про село Лютенька (річку Лютенька)  датована 26 жовтня 1634 року. Цього дня воєводі київському Лукашу Жолкевському, старості калушському, хмельницькому і переяславському було дано дозвіл на заснування “слобод” в урочищах: Краснопілля, Гадяч, Сарське, Рашівка, Лютенька, Грунь, Глинськ, Більськ... Пізніше Лютенька, як посаг, стала власністю його зятя Станіслава Жолкевського. У 1643 році  він здає її в оренду  шляхтичу М. Длуському.
Але найбільш правдоподібним є те, що назва села Лютенька  перейшла від назви річки Лютенька. Цікаво, що на Україні річок із назвою Лютенька чимало. Різних гідронімів з таким коренем близько одинадцяти можна зустріти на Сумщині, Чернігівщині, Київщині, Житомирщині, Львівщині. Назву річки Лютенька можна знайти біля Львова, а в Якутії біля річки знаходиться залізничний полустанок із такою ж назвою. У Білорусії є річка Лютенька. На Україні є ще ряд потоків і джерел зі схожими найменуваннями: Лутенька, Лутовка, Лутика, та інші, які мають спільні корені. Мабуть, ті корені проникли в глибину віків значно далі того, що відображено в легендах.

## Розташування
Лютенька бере початок на північний схід від села Велика Павлівка.
Тече спершу переважно на захід, у середній течії — на південний захід, у пониззі — на південь/південний захід. Впадає до Псла на південний захід від села Лютеньки.
На території села Лютенька, на річці розташовані дві бетонні греблі. Перша на Олійниці, друга на Орликах (так звана Рубанова гребля).
Основні притоки: Величківка (права); Перетичок (ліва).
Над річкою розташовані села: Федорівка, Юрівка, Лютенька.

## Повінь 2018р
На початку квітня 2018 року через різке потепління виникла повінь, яка завдала численні матеріальні збитки. Жертв серед населення не було, але загинули свійські та домашні тварини. Було зруйновано декілька дерев'яних мостів через річку Лютенька. Вода затопила будинки та сільськогосподарські споруди, льохи, криниці та вигрібні ями. Вміст вигрібних ям потрапив до криниць. Заходів щодо профілактики епідемічних захворювань з боку влади не було. Відновлення мостів було здійснене за підтримки Лютенського та Безвіднянського лісництв.